# People + Arts
O People + Arts foi um canal de televisão em língua inglesa transmitido em Portugal, em Espanha e na América Latina. Lançado em outubro de 1997, era co-produzido pela BBC Worldwide (o braço comercial da BBC) e pela Discovery Communications.
Explorava a experiência humana com programas empolgantes, incluindo dramas da vida real, histórias provocantes, produções internacionais, e ainda programas de suspense e thrillers. Os seus programas eram dublados em português (Brasil) e dublados em espanhol (Espanha e América Latina).
Em 2010, o People+Arts foi substituído em Portugal e naEspanha pelo Discovery Travel & Living (hoje TLC). Na América Latina, o canal foi reformulado e teve o seu nome alterado para Liv (hoje Investigação Discovery).